# Ordem Militar da Torre e Espada, do Valor, Lealdade e Mérito
A Antiga e Muito Nobre Ordem Militar da Torre e Espada, do Valor, Lealdade e Mérito é a mais elevada ordem honorífica de Portugal, tendo sido criada pelo rei D. Afonso V em 1459. Foi renovada por D. João VI, enquanto Príncipe-Regente, em 13 de maio de 1808 e por D. Pedro IV, também enquanto Regente do Reino, em 28 de julho de 1832. Foi a única ordem honorífica que se manteve sempre ativa, mesmo no período de 1910 a 1917-18 quando as restantes ordens militares foram extintas. Atualmente é concedida por Decreto do Presidente da República.
A Ordem Militar da Torre e Espada é uma das ordens honoríficas mais antigas e exclusivas da Europa. Apenas pode ser outorgada por méritos excecionalmente distintos em órgãos de soberania ou no comando de tropas em campanha; por heroísmo militar ou cívico; ou por abnegação e sacrifício pela Pátria ou pela humanidade.
A Ordem Militar da Torre e Espada tem 6 graus: Grande-Colar (grau especial), Grã-Cruz, Grande-Oficial, Comendador, Oficial e Cavaleiro. No caso de feitos heróicos em campanha a condecoração é outorgada com palma. O grau de Grande-Colar é outorgado ex officio (isto é independentemente de agraciamento) aos antigos Presidentes da República Portuguesa no fim do seu mandato e, excepcionalmente, a Chefe de Estado estrangeiros com especial ligação a Portugal.
O Grão-Mestre da Ordem, usando como insígnias o Grande-Colar, é, tal como nas demais ordens honoríficas portuguesas, por inerência o Presidente da República, cargo exercido desde 2016 pelo Presidente Marcelo Rebelo de Sousa.

## História

### Origens
A Ordem da Torre e Espada ou simplesmente Ordem da Espada (posteriormente chamada Antiga e Muito Nobre Ordem da Torre e Espada) é uma ordem militar portuguesa fundada por D. Afonso V em 1459, constituindo, desde o seu início, a mais alta ordem de cavalaria do Reino de Portugal.
Pretendia assemelhar-se à Mais Nobre Ordem da Jarreteira e à Ordem do Tosão de Ouro, pelo que se tornou a mais ilustre e importante ordem nacional. Assemelhava-se a estas e distinguia-se das demais, Ordem de Cristo, Ordem de Avis, Ordem de Santiago e Ordem de Malta por, ao contrário destas, não ser uma ordem territorial e senhorial, mas apenas uma ordem militar de cavalaria à antiga, com um carácter honorífico, como uma especial graça régia que aproximava os seus agraciados do poder real, tal como as suas contrapartes inglesa e borgonhesa.
Segundo o Dr. António do Valle-Domingues, esta ordem foi instituída por D. Afonso V para condecorar os cavaleiros que fossem às conquistas ou cruzada do Norte de África e que estes seriam sempre apenas vinte e sete, correspondentes ao mesmo número de anos da sua idade de então.
Conta-se que a sua simbologia e mito teve origem na seguinte lenda:
"Havia na capital da Mauritânia, na cidade de Fez, uma torre em cujo capitel estava uma espada enterrada até metade e dizia-se que ela seria tirada por um príncipe, que a conquistaria, e que nesse dia tomaria para si toda a região e império".

### Cavaleiros Fundadores
Aquando da sua criação em 1459 a Ordem Militar da Torre e Espada teve 27 cavaleiros fundadores, o Rei como Grão-Mestre, o Príncipe Herdeiro e mais 25 cavaleiros:
- Rei D. Afonso V (Grão-Mestre)
- Príncipe D. João, futuro Rei D. João II de Portugal
- Infante D. Henrique, 1.º Duque de Viseu e Mestre da Ordem de Cristo
- Infante D. Fernando, 1.º Duque de Beja e Mestre da Ordem de Santiago
- D. Afonso, 1.º Duque de Bragança
- D. Fernando, 1.º Marquês de Vila Viçosa e, após sucessão, 2.º Duque de Bragança;
- D. Sancho de Noronha, 1.º Conde de Odemira
- D. Pedro de Meneses, 3.º Conde e 1.º Marquês de Vila Real
- D. Fernando de Almada, 2.º Conde de Abranches
- D. Vasco Fernandes Coutinho, 1.º Conde de Marialva
- D. Martinho de Ataíde, 2.º Conde de Atouguia
- D. Duarte de Meneses, Conde de Viana
- D. Vasco de Ataíde, Prior do Crato
- D. Fernando, futuro 1.º Duque de Guimarães e, após sucessão, 3.º Duque de Bragança
- D. Álvaro de Sousa, Mordomo-Mor
- D. Nuno Vaz de Castel-Branco, Almirante de Portugal
- D. Fernando Coutinho, Marechal do Reino
- D. Pedro de Meneses, 5.º Senhor e 1.º Conde de Cantanhede
- D. João, Marquês de Montemor
- D. Álvaro de Castro, 1.º Conde de Monsanto
- D. Afonso, 1.º Conde de Faro
- D. Afonso de Vasconcelos e Meneses, 1.º Conde de Penela
- D. Rodrigo Afonso de Melo, 1.º Conde de Olivença
- D. Leonel de Lima, 1.º Visconde de Vila Nova de Cerveira
- D. Fernando de Meneses;
- Álvaro Pires de Távora;
- Vasco Martins Chichorro.

### Reformas
No sentido de agraciar os mais relevantes serviços, tanto dos seus vassalos como de ilustres estrangeiros, nomeadamente os ingleses e outros que, por não serem católicos, não podiam ser agraciados com as demais Ordens Militares, o Príncipe Regente D. João (futuro D. João VI), em nome de sua mãe a rainha D. Maria I, em 13 de maio de 1808, estando no Brasil, decide renovar esta Ordem para melhor servir a Casa Real Portuguesa.
A Ordem foi mais tarde reformulada por D. Pedro IV, já como regente em nome de sua filha, a rainha D. Maria II, por alvará de 28 de julho de 1832, durante a Guerra Civil Portuguesa (1828-1834). Nesta reforma, a Ordem adquire o novo nome de “A antiga e muito nobre Ordem da Torre e Espada, do valor, lealdade e mérito” e uma vez mais se destacam, como motivos para obtenção da Ordem, “o merecimento pessoal, assinalado feito de armas, ou de coragem ou de devoção cívica”.

## Motivos de concessão
A Ordem Militar da  Torre e Espada apenas pode ser conferida em três casos:
- Por méritos excecionalmente distintos no exercício das funções dos cargos supremos dos órgãos de soberania ou no comando de tropas em campanha.
- Por feitos excecionais de heroísmo militar ou cívico.
- Por atos ou serviços excecionais de abnegação e sacrifício pela Pátria ou pela Humanidade.

## Graus
O Presidente da República é por inerência Grão-Mestre de todas as ordens honoríficas portuguesas. Os Presidentes da República, aquando do final do mandato, recebem ex officio (isto é sem necessidade de ato de agraciamento) o grau de Grande-Colar da Ordem Militar da Torre e Espada.
Tal como nas restantes ordens, a Ordem Militar da Torre e Espada tem duas categorias de membros: titulares e honorários. São titulares os cidadãos portugueses agraciados com a Ordem, sendo honorários os cidadãos estrangeiros e as instituições e localidades nacionais ou estrangeiras condecoradas.
A Ordem inclui seis graus, em ordem decrescente de preeminência:
- Grande-Colar (GColTE) - grau especial
- Grã-Cruz (GCTE)
- Grande-Oficial (GOTE)
- Comendador (ComTE)
- Oficial (OTE)
- Cavaleiro (CvTE) ou Dama (DmTE)

O grau de Grande-Oficial foi criado em 1896, sendo hierarquicamente alocado entre os graus de Grã-Cruz e Comendador. Posteriormente, em 1939, foi criado o grau de Grande-Colar, grau máximo da Ordem.
Quando a condecoração se destine a galardoar feitos heróicos em campanha militar é concedida com palma:
- Grande-Colar com Palma (GColPmTE) - grau especial
- Grã-Cruz com Palma (GCPmTE)
- Grande-Oficial com Palma (GOPmTE)
- Comendador com Palma (ComPmTE)
- Oficial com Palma (OPmTE)
- Cavaleiro com Palma (CvPmTE) ou Dama com Palma (DmPmTE)

Tal como nas demais ordens honoríficas portuguesas, o título de Membro-Honorário (MHTE) pode ser atribuído a instituições e localidades.
Para além dos cidadãos nacionais também os cidadãos estrangeiros podem ser agraciados com esta Ordem.
Durante um breve período, entre 26 de setembro de 1917 e 6 de dezembro de 1918, a Ordem esteve organizada em 4 graus: 1ª Classe, 2ª Classe, 3ª Classe e 4ª Classe. Com o retomar da hierarquia tradicional em 1918, por Decreto do Presidente Sidónio Pais, foi aplicada a seguinte correspondência: 1ª Classe – Grã-Cruz, 2ª Classe – Grande-Oficial, 3ª Classe – Oficial e 4ª Classe – Cavaleiro.

## Insígnias
São insígnias da Ordem Militar da Torre e Espada o colar, a banda, a placa e a medalha. São ainda insígnias da Ordem a miniatura e a roseta.

### Distintivo

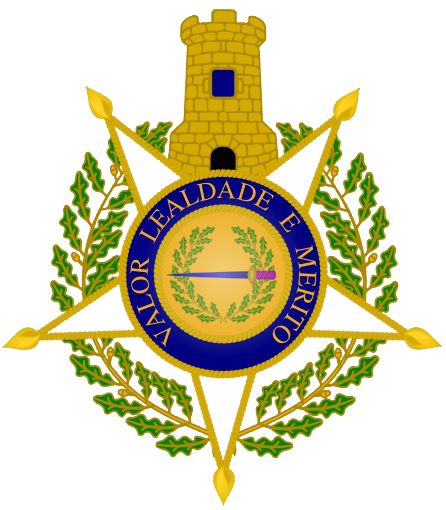
Distintivo da Ordem Militar da Torre e Espada.

O distintivo da Ordem Militar da Torre e Espada é uma estrela de cinco pontas de esmalte branco perfilada de ouro, assente sobre uma coroa de carvalho de esmalte verde perfilada e frutada de ouro, tendo entre as duas pontas superiores uma torre de ouro e iluminada de azul, sendo a estrela carregada, ao centro, de um círculo de ouro com uma espada de esmalte azul, posta em faixa sobre uma coroa de carvalho de esmalte verde e realçada de ouro, tudo envolvido por coroa circular de esmalte azul filetada de ouro, com a legenda "Valor, Lealdade e Mérito", em letras maiúsculas de ouro. No reverso, ao centro e em campo de esmalte azul, o escudo nacional, circundado da legenda "República Portuguesa", em letras maiúsculas de ouro.
A cor da Ordem é o azul ferrete.

### Colar
Ao grau de Grande-Colar pertence um colar formado, alternadamente, por torres de ouro e iluminadas de azul, e espadas de esmalte azul dispostas sobre coroas de carvalho de esmalte verde perfiladas e frutadas de ouro, suspensas em corrente dupla dourada. Ao centro, sobre duas espadas de esmalte azul cruzadas e suportada por dois dragões de ouro, uma torre do mesmo metal e iluminada de azul. O colar tem pendente o distintivo da Ordem, com a torre coberta.
Aos graus de Grã-Cruz, Grande-Oficial, Comendador e Oficial cabe um colar de ouro esmaltado formado por espadas de esmalte azul, dispostas sobre coroas de carvalho de esmalte verde perfiladas e frutadas, e torres iluminadas de azul, encadeados alternadamente, tendo pendente o distintivo da Ordem, com a torre coberta.
Aos cavaleiros e damas cabe um colar de prata esmaltada, no restante idêntico aos colares dos graus de Grã-Cruz a Oficial.

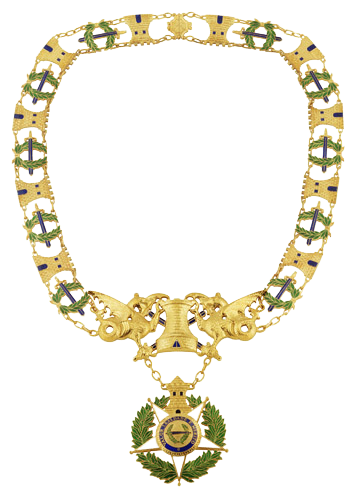
Colar do grau de Grande-Colar
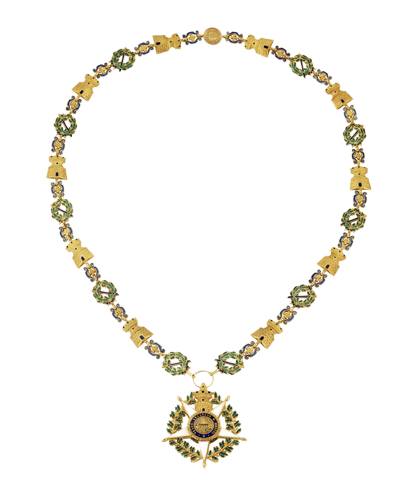
Colar de Grã-Cruz, Grande-Oficial, Comendador e Oficial
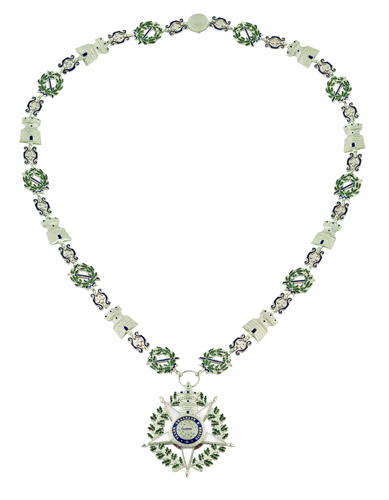
Colar de Cavaleiro

### Banda
A banda, reservada aos graus de Grande-Colar e Grã-Cruz, é de seda azul ferrete, posta a tiracolo da direita para a esquerda, tendo pendente sobre o laço o distintivo.

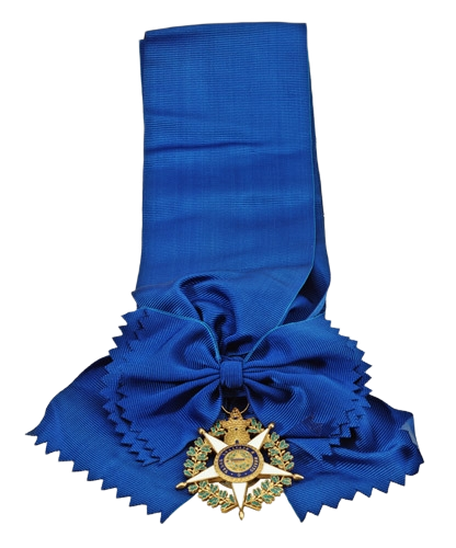
Banda de Grande-Colar e Grã-Cruz

### Placa
Aos graus de Grande-Colar, Grã-Cruz e Grande-Oficial cabe uma placa pentagonal de ouro esmaltado, em raios abrilhantados, carregada de uma estrela da Ordem, com uma torre, coberta, de ouro e iluminada de azul, entre as duas pontas superiores.
Aos Comendadores é outorgada uma placa pentagonal de prata esmaltada, no restante idêntica à dos graus superiores.

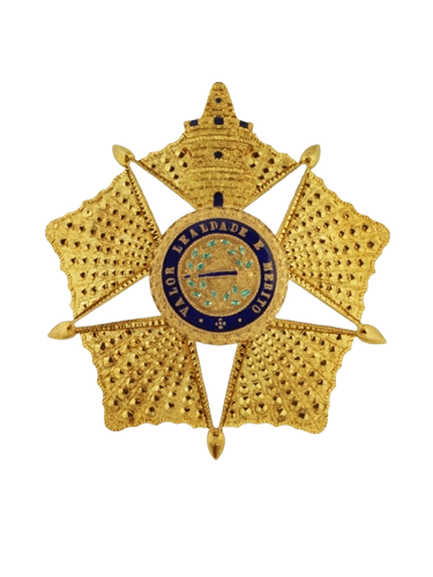
Placa de Grande-Colar, Grã-Cruz e Grande-Oficial
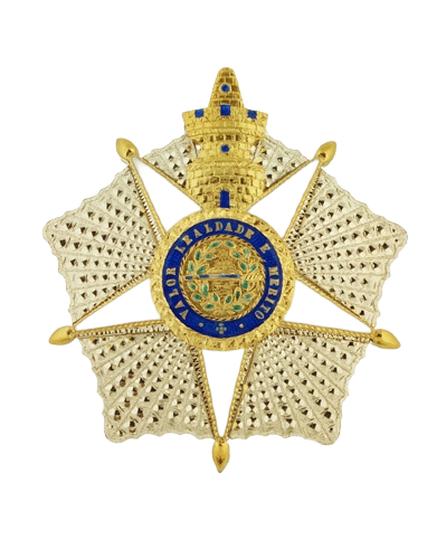
Placa de Comendador

### Medalha
Os oficiais e cavaleiros usam uma medalha com o distintivo suspenso de fita azul ferrete, com fivela dourada. No caso dos oficiais dispõe de uma roseta da cor da fita sobre a fivela.
As senhoras agraciadas usam laço em vez de medalha. O laço dispõe de roseta no nó para o grau de oficial, sendo simples para as damas.

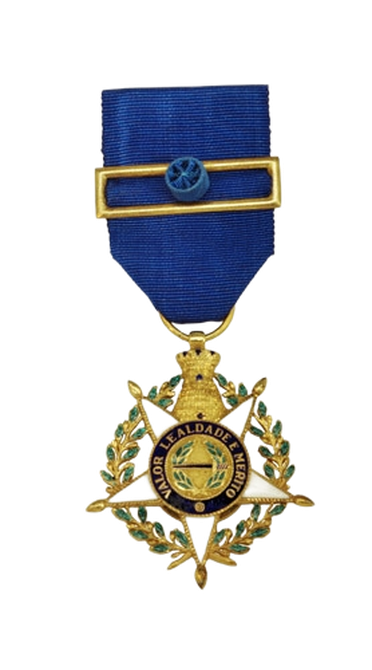
Medalha de Oficial (com roseta)
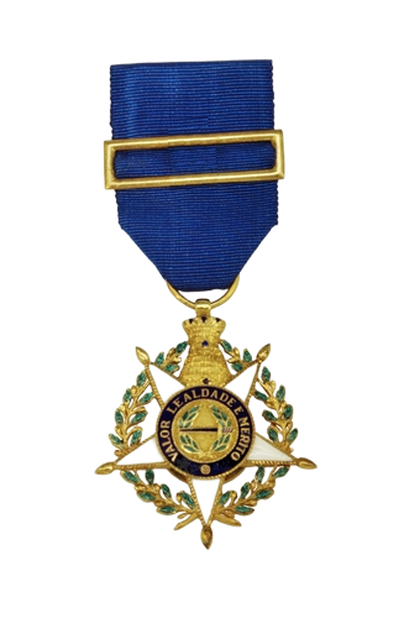
Medalha de Cavaleiro

### Miniatura e roseta
São ainda insígnias da Ordem a miniatura e a roseta.
A miniatura, idêntica para todos os graus, consta do distintivo em miniatura suspenso de uma pequena fita de seda azul ferrete.
A roseta, da cor da Ordem, tem as seguintes diferenças: roseta filetada interiormente de ouro para Grande-Colar, roseta com galão de ouro para Grã-Cruz, roseta com galão de ouro e prata para Grande-Oficial, roseta com galão de prata para Comendador, roseta singela para Oficial e fita sem roseta para Cavaleiro ou Dama.

### Uso de insígnias
Os condecorados com a Ordem Militar da Torre e Espada podem usar tantas insígnias quantos os graus que lhes tiverem sido concedidos.
Aos militares condecorados com a Ordem é permitido o uso das insígnias respetivas, em passeio, com qualquer uniforme.

## Honras militares
Os agraciados com a Ordem Militar da Torre e Espada, sejam militares ou civis, têm direito às seguintes honras militares (se não tiveram outras superiores):
- Grande-Colar e Grã-Cruz – general
- Grande-Oficial – coronel
- Comendador – tenente-coronel
- Oficial – major
- Cavaleiro ou Dama – alferes

## Heráldica

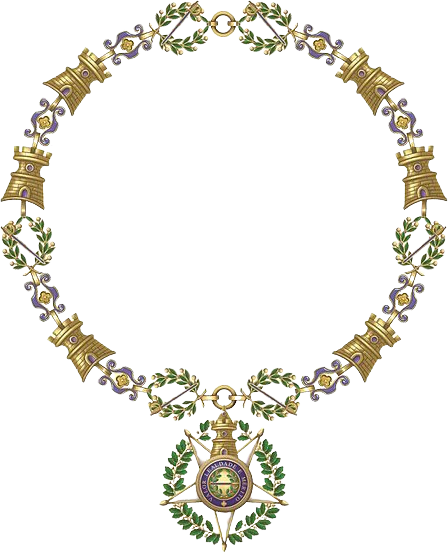
Colar heráldico da Ordem.

As personalidades, instituições e localidades agraciadas com a Ordem Militar da Torre e Espada têm direito ao uso do colar heráldico da Ordem nos respectivos brasões de armas ou insígnias.
O colar heráldico da Ordem é formado por espadas de esmalte azul, dispostas sobre coroas de carvalho de esmalte verde perfiladas e frutadas, e torres de ouro iluminadas de azul, encadeados alternadamente, tendo pendente o distintivo da Ordem, com uma estrela de cinco pontas de esmalte branco perfilada de ouro, assente sobre uma coroa de carvalho de esmalte verde perfilada e frutada de ouro, tendo entre as duas pontas superiores uma torre de ouro e iluminada de azul, sendo a estrela carregada, ao centro, de um círculo de ouro com uma espada de esmalte azul, posta em faixa sobre uma coroa de carvalho de esmalte verde e realçada de ouro, tudo envolvido por coroa circular de esmalte azul filetada de ouro, com a legenda "Valor, Lealdade e Mérito", em letras maiúsculas de ouro.
As cidades e as instituições militares condecoradas com a Ordem usam tradicionalmente o respectivo colar heráldico nos seus brasões de armas.

## Conselho
Como Chanceler do Conselho das Antigas Ordens Militares, que inclui a Ordem Militar da Torre e Espada, foi nomeado em 2016 o antigo Presidente da Assembleia da República Jaime Gama, tendo sido reconduzido em 2021. Jaime Gama sucedeu ao General Vasco Rocha Vieira, que exerceu as funções de Chanceler de 2006 a 2016.

## Membros presentes da Ordem
A Ordem Militar da Torre e Espada é presentemente constituída por 18 membros: 12 titulares e 6 honorários.  

### Grão-Mestre
| Grau         | Membro                                                  | Idade | Investidura        |
| ------------ | ------------------------------------------------------- | ----- | ------------------ |
| Grande-Colar | Doutor Marcelo Rebelo de Sousa, Presidente da República | 76    | 9 de março de 2016 |

### Membros Titulares
| Grau                | Membro                                                       | Idade | Alvará               | Outorgante     |
| ------------------- | ------------------------------------------------------------ | ----- | -------------------- | -------------- |
| Grande-Colar        | General António Ramalho Eanes, 16.º Presidente da República  | 90    | 9 de março de 1986   | ex officio     |
| Grande-Colar        | Doutor Aníbal Cavaco Silva, 19.º Presidente da República     | 85    | 9 de março de 2011   | ex officio     |
| Grande-Colar        | Doutor Marcelo Rebelo de Sousa, 20.º Presidente da República | 76    | 9 de março de 2021   | ex officio     |
| Oficial com palma   | Coronel António Ribeiro da Fonseca                           | 76    | 6 de julho de 1973   | Américo Thomaz |
| Oficial com palma   | Coronel Fernando Lobato de Faria                             | 88    | 6 de julho de 1973   | Américo Thomaz |
| Oficial com palma   | Coronel Tirocinado Raúl Folques                              | 85    | 9 de outubro de 2015 | Cavaco Silva   |
| Oficial             | Major-General José Ramos Lousada                             | 86    | 2 de junho de 1969   | Américo Thomaz |
| Oficial             | Coronel Orlando Gomes de Amaral                              | 92    | 28 de junho de 1972  | Américo Thomaz |
| Oficial             | Alferes António do Casal Martins                             | 74    | 20 de junho de 1973  | Américo Thomaz |
| Oficial             | Major-General Heitor Hamilton Almendra                       | 92    | 15 de março de 1985  | Ramalho Eanes  |
| Oficial             | Hélder Costa Almeida                                         | 72    | 22 de julho de 1998  | Sampaio        |
| Cavaleiro com palma | Sargento-Mor Manuel Martins Teixeira                         | 84    | 31 de maio de 1971   | Américo Thomaz |

### Membros Honorários
| Grau         | Membro                                                 | Idade | Alvará                 | Outorgante      |
| ------------ | ------------------------------------------------------ | ----- | ---------------------- | --------------- |
| Grande-Colar | Rei Juan Carlos I de Espanha                           | 87    | 11 de setembro de 2000 | Sampaio         |
| Grande-Colar | Rei Filipe VI de Espanha                               | 57    | 28 de novembro de 2016 | Rebelo de Sousa |
| Grande-Colar | Rei Carlos III do Reino Unido                          | 76    | 15 de junho de 2023    | Rebelo de Sousa |
| Grã-Cruz     | Fernando Collor de Mello, Presidente do Brasil         | 75    | 2 de julho de 1991     | Soares          |
| Grã-Cruz     | Doutor Fernando Henrique Cardoso, Presidente do Brasil | 93    | 6 de novembro de 2002  | Sampaio         |
| Grã-Cruz     | Luiz Inácio Lula da Silva, Presidente do Brasil        | 79    | 5 de março de 2008     | Cavaco Silva    |

### Ofícios
Chanceler: Jaime Gama

Secretário-Geral: Ana Cristina Batista

Os titulares dos ofícios não são membros da Ordem mas exercem funções no âmbito da mesma.

## Grandes-Colares

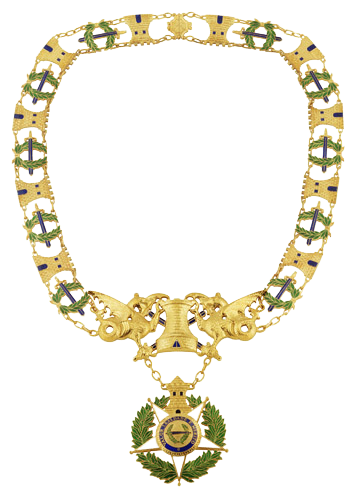
Grande-Colar da Ordem Militar da Torre e Espada

O Grande-Colar é o mais alto grau da Ordem Militar da Torre e Espada e constitui a máxima honra outorgável no âmbito das Ordens Honoríficas Portuguesas. É usado pelo Presidente da República enquanto Grão-Mestre da Ordem. É reservado ex officio aos Antigos Presidentes da República. Foi ainda outorgado a título excepcional a Chefes de Estado estrangeiros com uma especial ligação a Portugal. 

### Grão-Mestre
- Doutor Marcelo Rebelo de Sousa, Presidente da República (2016)

### Grandes-Colares Titulares
- Almirante Américo Thomaz, 13º Presidente da República (1963)
- General António Ramalho Eanes, 16º Presidente da República (1986)
- Mário Soares, 17º Presidente da República (1991)
- Jorge Sampaio, 18º Presidente da República (2006)
- Doutor Aníbal Cavaco Silva, 19º Presidente da República (2011)
- Doutor Marcelo Rebelo de Sousa, 20º Presidente da República (2021)

### Grandes-Colares Honorários
- Generalíssimo Francisco Franco, Caudilho de Espanha (1939)
- General Emílio Garrastazu Médici, Presidente do Brasil (1973)
- Rainha Isabel II do Reino Unido (1993)
- Rei Juan Carlos I de Espanha (2000)
- Rei Filipe VI de Espanha (2016)
- Rei Carlos III do Reino Unido (2023)

## Lista de cidades condecoradas
As seguintes cidades portuguesas foram condecoradas com a Ordem Militar da Torre e Espada, refletindo quase todas (excepto a das Caldas da Rainha, que mantém o brasão da Rainha D. Leonor) a homenagem no seu brasão municipal:
| Brasão     | Cidade            | Grau                | Alvará                 | Concessor               | Ref.                |
| ---------- | ----------------- | ------------------- | ---------------------- | ----------------------- | ------------------- |
|            | Lisboa            | Grã-Cruz            | 3 de junho de 1920     | António José de Almeida | [carece de fontes?] |
| Comendador | Lisboa            | 10 de maio de 1919  | João do Canto e Castro | [carece de fontes?]     |                     |
|            | Porto             | Grã-Cruz            | 14 de janeiro de 1837  | D. Maria II             | [ 24 ]              |
| Oficial    | Porto             | 26 de abril de 1919 | João do Canto e Castro | [ 25 ]                  |                     |
|            | Angra do Heroísmo | Grã-Cruz            | 12 de janeiro de 1837  | D. Maria II             | [ 26 ]              |
|            | Aveiro            | Oficial             | 15 de março de 1919    | João do Canto e Castro  | [ 27 ]              |
|            | Chaves            | Oficial             | 15 de março de 1919    | João do Canto e Castro  | [ 27 ]              |
|            | Mirandela         | Oficial             | 15 de março de 1919    | João do Canto e Castro  | [ 27 ]              |
|            | Coimbra           | Oficial             | 26 de abril de 1919    | João do Canto e Castro  | [ 25 ]              |
|            | Santarém          | Oficial             | 26 de abril de 1919    | João do Canto e Castro  | [ 25 ]              |
|            | Évora             | Oficial             | 26 de abril de 1919    | João do Canto e Castro  | [ 25 ]              |
|            | Bragança          | Oficial             | 26 de abril de 1919    | João do Canto e Castro  | [ 25 ]              |
|            | Elvas             | Oficial             | 3 de fevereiro de 1930 | Óscar Carmona           | [carece de fontes?] |
|            | Alcobaça          | Dama                | 26 de abril de 1919    | João do Canto e Castro  | [ 25 ]              |
|            | Caldas da Rainha  | Dama                | 26 de abril de 1919    | João do Canto e Castro  | [ 25 ]              |
|            | Ovar              | Dama                | 28 de junho de 1919    | João do Canto e Castro  | [carece de fontes?] |
|            | Amarante          | Dama                | 25 de novembro de 1925 | Manuel Teixeira Gomes   | [carece de fontes?] |